# Jacaena bannaensis
Espèce
Jacaena bannaensis est une espèce d'araignées aranéomorphes de la famille des Liocranidae.

## Distribution
Cette espèce est endémique de Chine. Elle se rencontre au Yunnan et à Hainan.

## Description
Le mâle holotype mesure 4,88 mm et la femelle paratype 5,83 mm.

## Étymologie
Son nom d'espèce, composé de banna et du suffixe latin -ensis, « qui vit dans, qui habite », lui a été donné en référence au lieu de sa découverte, la préfecture autonome dai de Xishuangbanna.

## Publication originale
- Mu & Zhang, 2020 : The genus Jacaena Thorell, 1897 from southern China (Araneae: Liocranidae). Zootaxa, no 4819(2), p. 335-348.